# 粕川町込皆戸
粕川町込皆戸（かすかわまちこみがいと）は、群馬県前橋市の地名。面積は1.38km2(2013年現在)。郵便番号は371-0216。

## 地理
前橋市の東部、赤城山の南麓、東神沢川流域に位置する。

### 河川
- 東神沢川

## 歴史
江戸時代頃からある地名である。寛永元年に女渕村から分村して成立した。はじめは前橋藩領で、明和6年に幕府領、天明8年には幕府と旗本久保田氏の相給を経て、寛永2年からは陸奥泉藩と旗本久保田氏の相給だった。なお、陸奥泉藩領は下込皆戸（現同町）、旗本久保田氏は上込皆戸（現粕川町稲里）と称した。人々は死牛馬の処理、兎や犬の皮革加工、医薬品の製造販売、馬医者、薪取り、小作農、草鞋作り、芸能など様々な雑業で生計を立てた。
地名としては粕川村であったころは大字込皆戸であった。粕川村が前橋市に合併したことにより粕川町込皆戸となった。

### 年表
- 1889年 市町村制が施行され、14村が合併し、群馬県南勢多郡粕川村大字込皆戸となる。
- 1896年 郡統合（東群馬郡と南勢多郡の統合）により勢多郡に所属し勢多郡粕川村大字込皆戸となる。
- 2004年 平成の大合併で粕川村は、宮城村、大胡町とともに、前橋市に合併し、群馬県前橋市粕川町込皆戸となる。

### 地名の由来
「皆戸」は村落の意味で、「込」は古くは「叺」の字を使った。
　

## 世帯数と人口
2017年（平成29年）8月31日現在の世帯数と人口は以下の通りである。
| 町丁         | 世帯数  | 人口    |
| ------------ | ------- | ------- |
| 粕川町込皆戸 | 664世帯 | 1,641人 |

## 小・中学校の学区
市立小・中学校に通う場合、学区は以下の通りとなる。
| 番地 | 小学校             | 中学校             |
| ---- | ------------------ | ------------------ |
| 全域 | 前橋市立粕川小学校 | 前橋市立粕川中学校 |

## 経済
店・企業

| - 太陽運輸群馬物流センター - LIXIL物流粕川物流センター |

地価
上原善広著『日本の路地を旅する』によると「地区町村別の地価評価はかなり下位である。しかし安価な住宅地として人気があり、アパートもいくつか建てられている。」という。

### 施設
駅
- 北原駅（上毛電気鉄道上毛線）

公共
- 前橋市役所粕川児童館

宗教
- 白山神社
- マリアの宣教者フランシスコ修道会

## 交通

### 鉄道
町内に上毛電気鉄道上毛線北原駅がある。

### バス
赤城タクシーが運行を行っているデマンドバス方式のふるさとバスがある。

### 道路
県道の群馬県道3号前橋大間々桐生線が通過。

## 避難所
当町が避難対象区域となった場合、近隣の粕川町女渕にある前橋市立粕川小学校に避難する。